# Siglo XVII a. C.
El siglo XVII antes de Cristo comenzó el 1 de enero de 1700 a. C. y terminó el 31 de diciembre de 1601 a. C.

## Acontecimientos
- 1700 a. C.: 
  - En Europa se termina la cultura del vaso campaniforme.
  - La civilización del Indo decae rápidamente a causa de fenómenos naturales (inundaciones, sismos) que, sumados a una serie de transformaciones sociales y agrícolas, alteraron las características básicas de dicha civilización.[1]
  - Un gran incendio destruye todos los palacios de Creta. Posteriormente muchos fueron reconstruidos, siendo el de Cnosos el único que recupera su esplendor original.[1]
- 1700-1698 a. C.: Lila-Ir-Tash reina el Imperio elamita.
- 1700-1691 a. C.: Belu-bani es rey de Asiria.
- 1700 al 1500 a. C.: 
  - Conquistas hurritas.
  - En la región que hoy corresponde a Siria y Palestina aparece el alfabeto semítico, el primero conocido. Surge como una combinación de los símbolos cuneiformes y jeroglíficos, bajo el principio general de asignar símbolos gráficos a los sonidos. Los alfabetos hebreo, árabe y fenicio se originaron en el semítico.[1]
- 1698-1690 a. C.: Temti-Agun I reina el Imperio elamita.
- 1695 a. C.: los hititas saquean Babilonia.
- 1692 a. C.: en Babilonia se promulga el Código de Hammurabi.
- 1691 a. C (11 de junio): eclipse lunar 32 del ciclo Saros (Según SunEarth.GSFC.Nasa.gov).
- 1690-1655 a. C.: Tan-Uli reina el Imperio elamita.
- 1690-1674 a. C.: Libaia es rey de Asiria.
- 1680 a. C.: los hurritas conquisan el reino pre-asirio.
- 1680 a. C.: en el antiguo Egipto comienza la Dinastía XVI.
- 1680 a. C.: en el antiguo Egipto se comienza a usar el pan leudado (fecha aproximada).
- 1686 a. C.: Hammurabi (según la cronología corta).
- 1684 a. C.: Érimón, héroe legendario irlandés.
- 1662 a. C (22 de mayo): comienza el eclipse lunar 33 del ciclo de Saros.
- 1655 a. C.: muere Tan-Uli, el rey del Imperio elamita.
- 1650 a. C.: 
  - En Anatolia se desarrollan ciudades estado, entre ellas Hattusa.
  - En el antiguo Egipto comienza el Segundo Periodo Intermedio (otra fecha es el 1674 a. C.).
  - En el antiguo Egipto comienza la Dinastía XVII.
  - En el antiguo Egipto termina el Reino medio (otra fecha es el 1674 a. C.).
  - En el mar Mediterráneo, 50 km al noreste de Iraklio (isla de Creta) sucede un terremoto, que se calcula de X grados en la escala sismológica de Mercalli. Se desconoce la cantidad de muertos.
  - En la habitación 5 de la Casa del Oeste, en la localidad de Akrotiri (Santorini) (Thera) se pinta el fresco de la "Flotilla", en el marco del Período de los Segundos Palacios. Ahora se encuentra en el Museo Arqueológico Nacional de Atenas.
  - Los griegos empiezan a vivir en Micenas (Grecia).
  - Los hicsos (tribus provenientes de Asia) conquistan Egipto.
  - Muere el rey hitita Labarna, fundador del reino hitita. Labarna conquistó prácticamente toda la Anatolia central (en la actual Turquía) y extendió sus dominios al mar Mediterráneo.[1]
- 1640 a. C.: en el antiguo Egipto termina el Reino medio y comienza el Segundo Periodo Intermedio.
- 1633 a. C.: en el antiguo Egipto terminan las dinastías XIII y XIV. Comienza la XV.
- 1633 a. C (2 de mayo): eclipse lunar 34 del ciclo de Saros.
- 1630 a. C (hasta el 1500 a. C.): artesanos realizan el paisaje sobre un muro en áreas de Akrotiri, Thera y las islas Cícladas. Actualmente se encuentra en el Museo Arqueológico Nacional de Atenas.
- 1627 a. C.: en todo el mundo comienzan varios años de enfriamiento, registrados en los anillos de los árboles.[2] Puede haber sido causado por la erupción minoica de Thera[3] o la erupción Avellino del volcán Vesubio.[4]
- 1625 a. C.: Samsu-Ditana se convierte en rey de Babilonia (según la cronología media).
- 1621 a. C.: Lullaia se convierte en rey de Asiria.
- 1620 a. C.: en Turquía, Kizzuwadna se separa de Hattusa.
- 1620 a. C.: Mursili I se convierte en rey del Imperio hitita (según la cronología media).
- 1604 a. C.: los casitas conquistan Babilonia.
- En Perú, termina la cultura Caral.
- 1600 a. C.: En el antiguo Egipto termina la Dinastía catorce.
- En Grecia comienza la civilización micénica, debido al creciente poderío de Micenas.
- Hattusa conquista Alepo y Alalakh.
- En Mesopotamia se crea uno de los documentos astronómicos más antiguos, una copia del cual se encontró en la biblioteca babilónica de Asurbanipal: un registro de 21 años de las apariciones de Venus (al que los babilonios llamaban Nindaranna).
- Un artesano crea las pelotas de goma más antiguas que se conocen en la actualidad (posiblemente en Irak).
- En Pakistán termina la Civilización del valle del Indo (Mojensho Daro y Jarapa son abandonados).
- En Aleppo (Siria) es derrocada la dinastía amorrea.

## Personas relevantes
- 1695 a. C (11 de junio): en Canaán fallece Sara (esposa de Abraham), de acuerdo con cálculos basados en la mitología hebrea.
- 1677 a. C.: en Harán fallece Taré (padre de Abraham), de acuerdo con la mitología hebrea.
- 1664 a. C.: en Palestina muere Arfaxad (hijo de Sem), de acuerdo con la mitología hebrea.
- 1637 a. C.: en Canaán muere Abraham de acuerdo con la mitología hebrea (2123 años después de la creación bíblica).
- 1634 a. C.: en Canaán muere Salah, hijo de Arfaxad, de acuerdo con la mitología hebrea.
- 1617 a. C.: en China nace el rey Tang de la dinastía Shang (f. 1588 a. C.).
- 1602 a. C.: en Canaán muere Sem (hijo de Noé), de acuerdo con la mitología hebrea.